# Зайцев, Пётр Дмитриевич
Пётр Дмитриевич Зайцев (1878—1935) — работник ленинградского завода «Большевик», Герой Труда.

## Биография
Родился в 1878 году в семье крестьянина села Мельничниково Даниловского уезда Ярославской губернии. Трудовую деятельность начал рабочим на Шлиссельбургском пороховом заводе. В 1913 году перешёл на Обуховский сталелитейный завод. В этом же году за участие в забастовке был уволен с завода. Через некоторое время вновь устроился на Обуховский завод, где встретил Октябрьскую революцию.
В 1918 году вступил в Красную гвардию Обуховского района, в декабре этого же года стал членом партии большевиков. Принимал участие рядовым красноармейцем в защите Петрограда от частей генерала Юденича. Затем был направлен на Царицынский фронт, где в боях был ранен и контужен. В 1920 году, после демобилизации, вновь вернулся на Обуховский завод и включился в его восстановление. В дальнейшем до конца жизни работал на этом заводе.
Умер в 1935 году.

## Награды
- Герой Труда (1921).